# Wojciech Łobodziński
Wojciech Łobodziński (Bydgoszcz, 20 oktober 1982) is een Pools voetballer.
Łobodziński begon zijn loopbaan bij Zawisza Bydgoszcz en Stomil Olsztyn. Hij brak door als middenvelder bij Wisła Płock en ging in 2003 naar Zagłębie Lubin waarmee hij in 2007 Pools landskampioen werd en ook de Poolse Supercup won. Begin 2008 ging hij naar Wisła Kraków waarmee hij meteen kampioen werd. Sinds 2006 speelde hij 23 keer voor Polen en hij maakte deel uit van de selectie voor Euro 2008.

## Erelijst
Zagłębie Lubin
- Pools landskampioen (1):

2006-07
- Poolse Supercup (1):

2007
 Wisła Kraków
- Pools landskampioen (3):

2007-08, 2008-09, 2010-11